# Jurga Ivanauskaitė

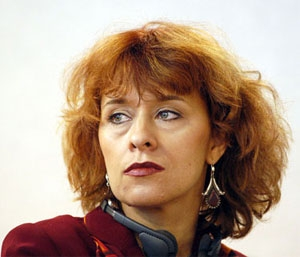
Jurga Ivanauskaitė

Jurga Ivanauskaitė (* 14. November 1961 in Vilnius; † 17. Februar 2007 in Vilnius) war eine litauische Schriftstellerin.
Ivanauskaitė veröffentlichte mehrere Romane, publizierte Essays und Reiseberichte in Tageszeitungen.
In ihrem Buch Die Regenhexe beschrieb sie die Geschichte dreier Frauen in ganz verschiedenen Zeiten, die sich Repressionen mit in den jeweiligen Epochen üblichen Methoden ausgesetzt sehen, und deren Liebe zu besonderen Männern nicht erfüllt werden kann. Der Roman spielt im modernen Vilnius kurz nach dem Zusammenbruch der Sowjetunion, in Jerusalem zur Zeit Jesu und im mittelalterlichen ländlichen Litauen. Die kritische Betrachtung des katholischen Glaubens hatte der Autorin in ihrem Heimatland Probleme bereitet. Die Regenhexe wurde 2007 unter der Regie von Algimantas Puipa mit dem Titel Nuodėmės užkalbėjimas verfilmt.
In ihrem späteren Leben wandte sich Ivanauskaitė dem Buddhismus zu und engagierte sich für Tibet. Mit dem Roman Placebo kehrte sie thematisch wieder in ihre Heimat und die aktuelle Zeit zurück.
Jurga Ivanauskaitė erlag 45-jährig einem Krebsleiden (Sarkom).

## Werke (in deutscher Übersetzung)
- Die Regenhexe. dtv, München 2004, ISBN 3-423-13132-2 (Original: Vilnius 1993).
- Placebo. dtv, München 2005, ISBN 3-423-24453-4 (Original: Vilnius 2002).